# Телеграф Хил
Телеграф Хил или Телеграфния Хълм (Telegraph Hill) е квартал в град-окръг Сан Франциско, щата Калифорния, САЩ. В Телеграф Хил се намира един от символите на Сан Франциско - Кулата Койт.